# استان پاسکو
استان پاسکو (به اسپانیایی: Provincia de Pasco) یک استان در پرو است که در منطقه پاسکو واقع شده‌است. استان پاسکو ۴٬۷۵۸٫۵۷ کیلومتر مربع مساحت و ۱۲۳٬۰۱۵ نفر جمعیت دارد.